# Scea steinbachi
Scea steinbachi là một loài bướm đêm thuộc họ Notodontidae. Loài này có ở Nam Mỹ, bao gồm và có thể limited to Argentina.